# Guimps
Guimps – miejscowość i gmina we Francji, w regionie Nowa Akwitania, w departamencie Charente.
Według danych na rok 1990 gminę zamieszkiwało 508 osób, a gęstość zaludnienia wynosiła 40 osób/km² (wśród 1467 gmin regionu Poitou-Charentes Guimps plasuje się na 549. miejscu pod względem liczby ludności, natomiast pod względem powierzchni na miejscu 694.).

## Galeria zdjęć

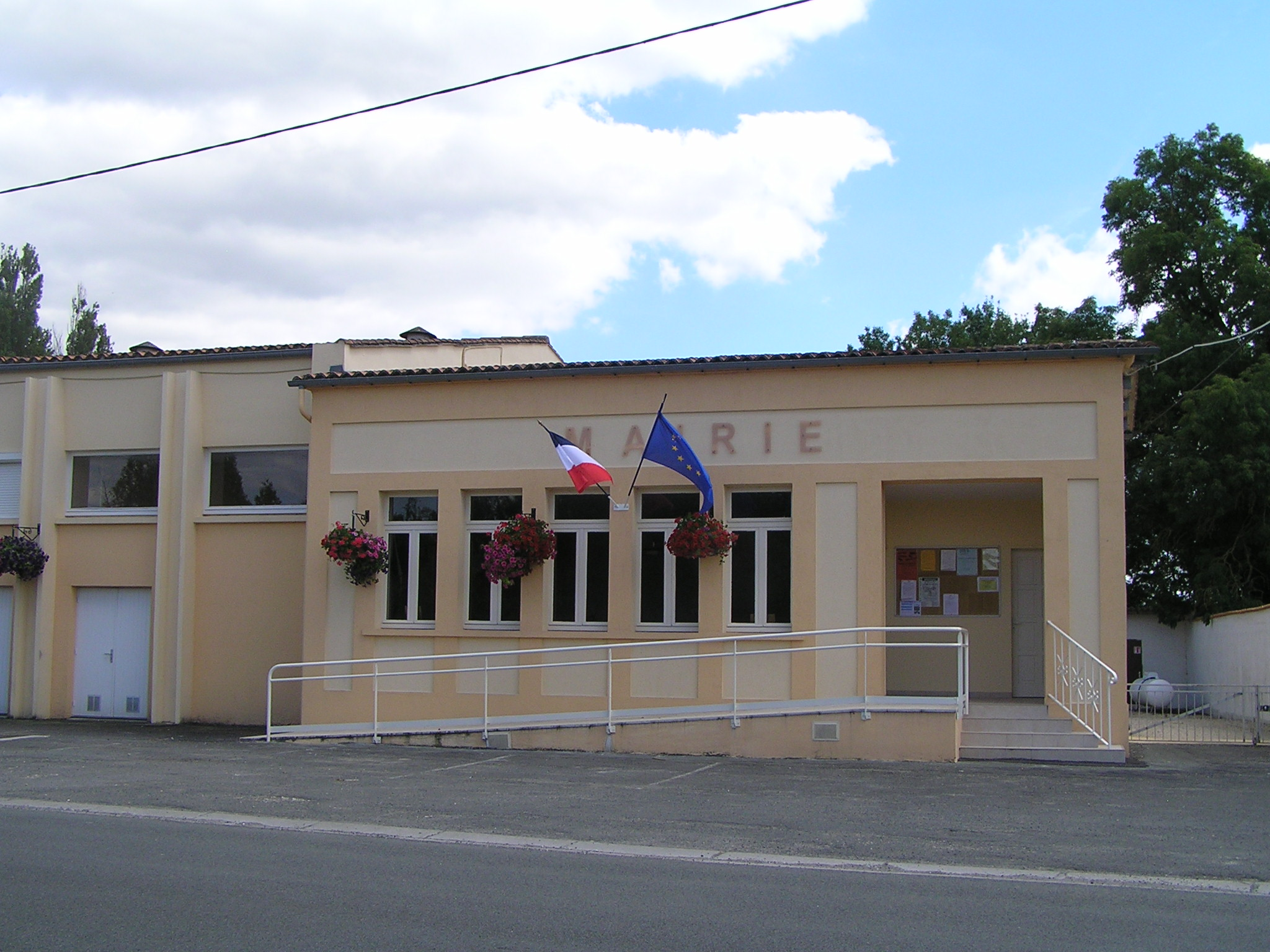
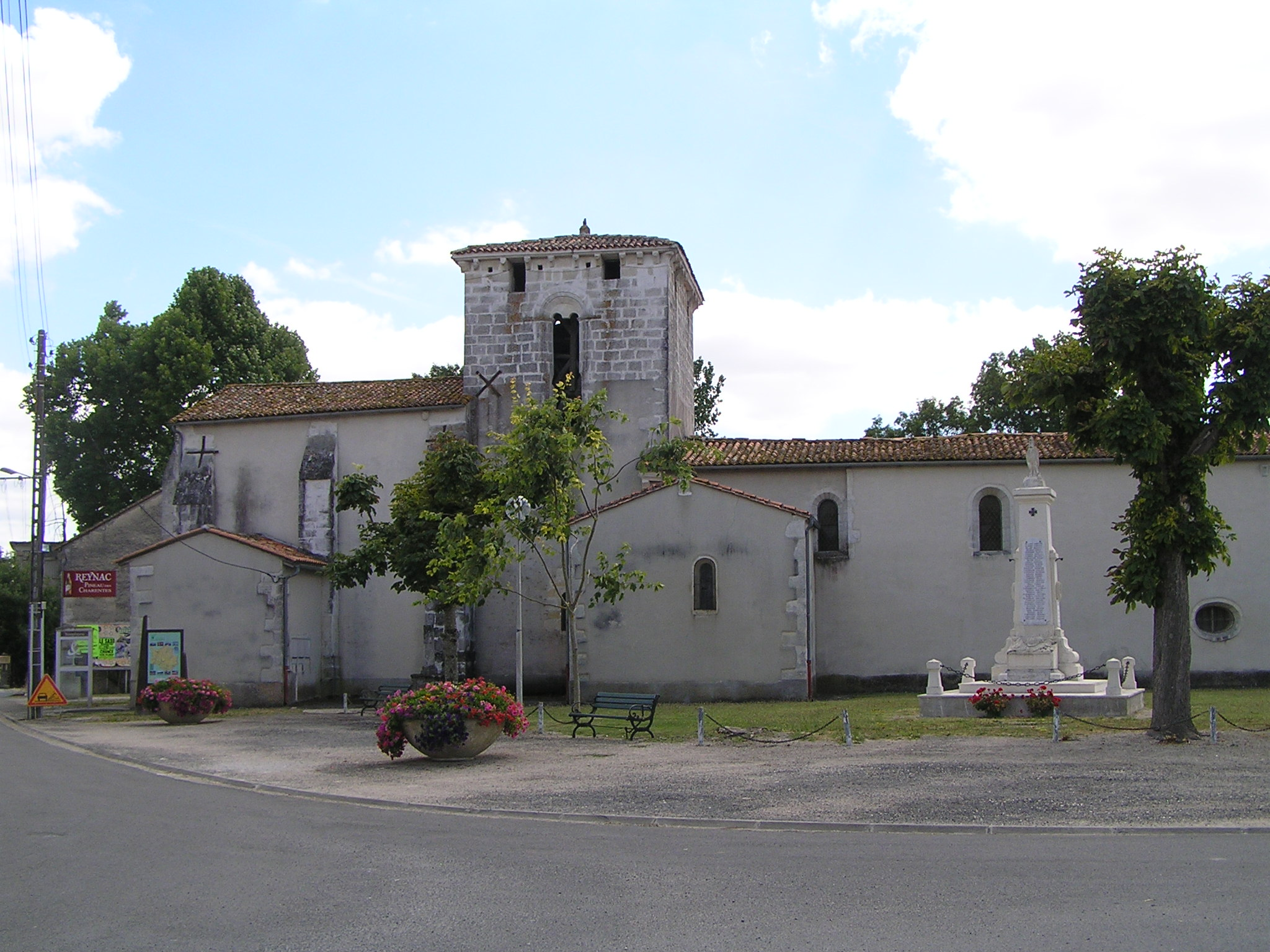
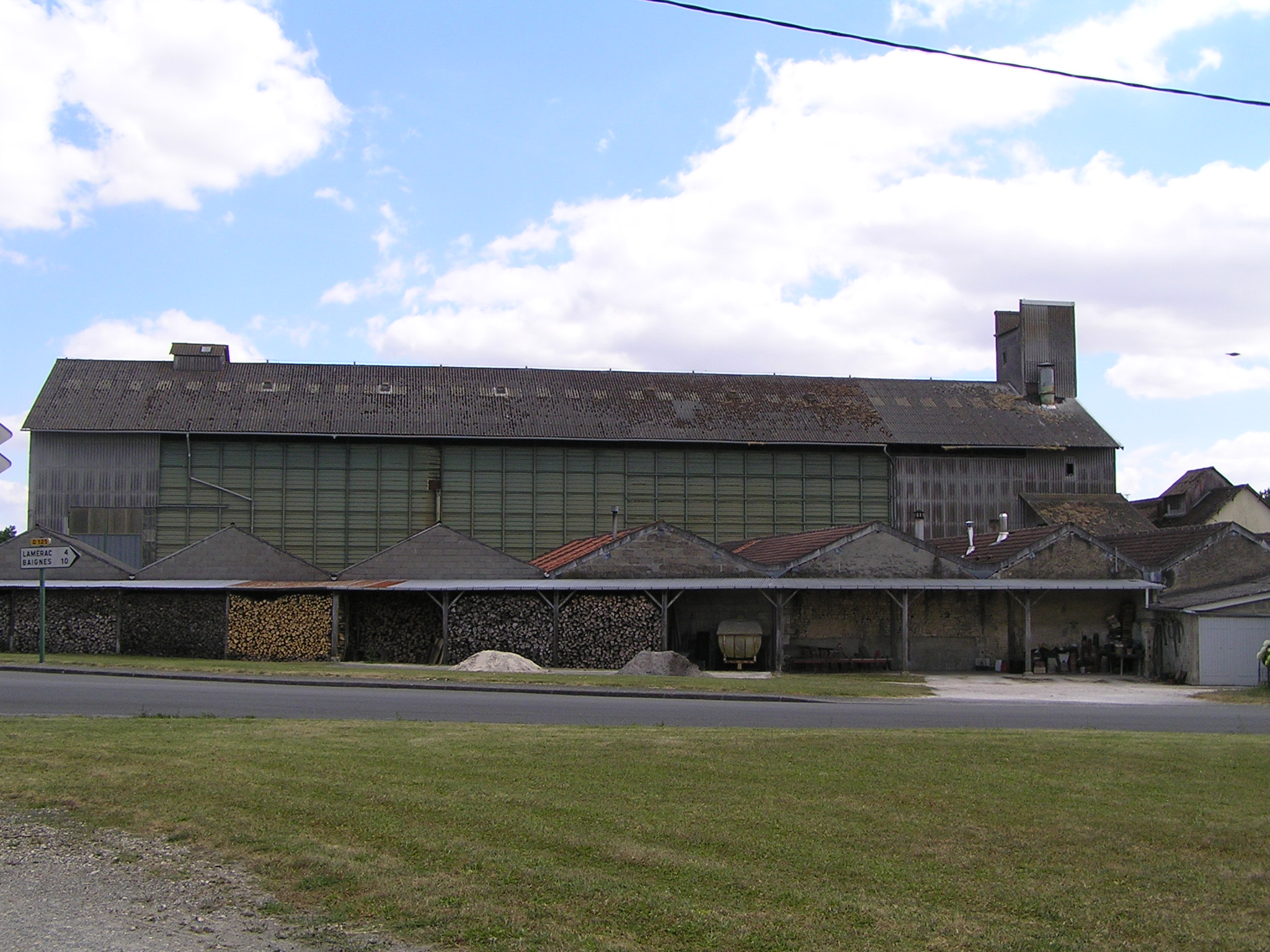
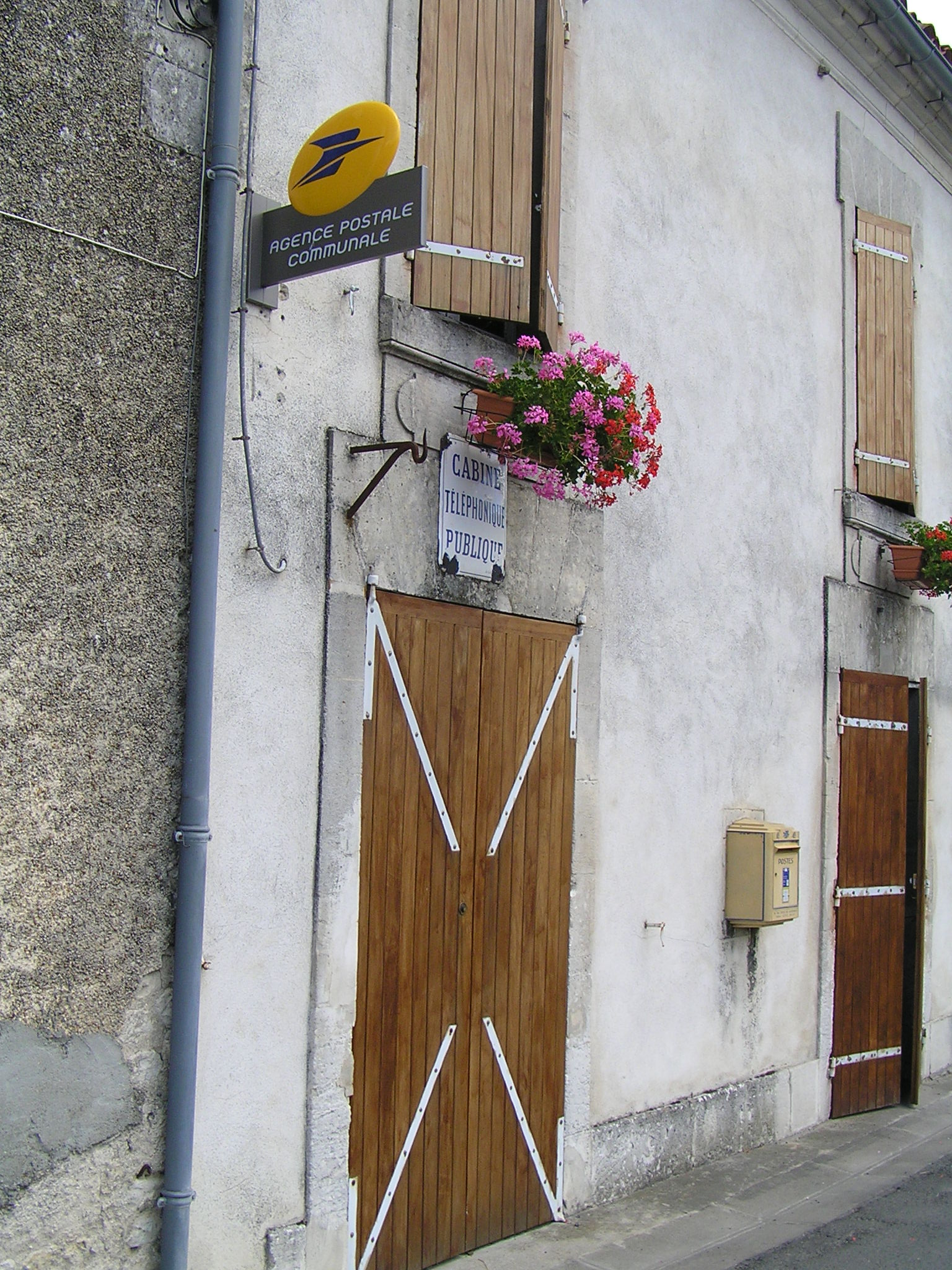
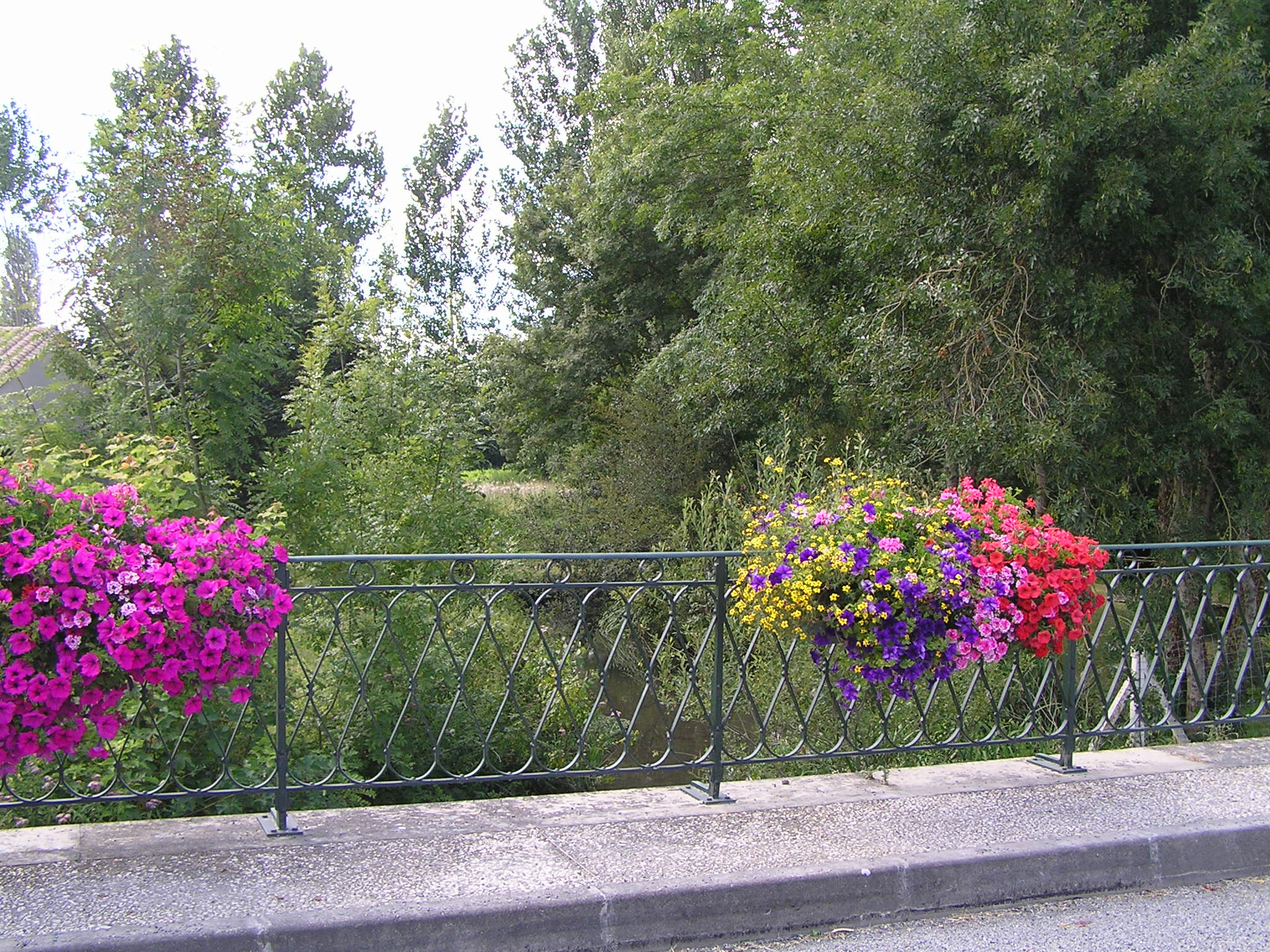